# Giovanni Ricci (1813-1892)
Pour les articles homonymes, voir Ricci et Giovanni Ricci.
Le marquis Giovanni Francesco Ricci (né à Gênes le 29 mars 1813 et mort à Oviglio le 5 octobre 1892) est un homme politique italien du XIXe siècle. 

## Biographie
Le capitaine de vaisseau Giovanni Ricci a été sénateur et ministre de la Marine du royaume d'Italie du 8 décembre 1862 au 22 janvier 1863 pendant le gouvernement Luigi Carlo Farini. 